# Louis Devaux
Louis Devaux, né le 23 novembre 1819 à Saint-Omer (Pas-de-Calais) et mort le 25 janvier 1884 à Béthune (Pas-de-Calais), est un homme politique français.

## Biographie
Avocat à Saint-Omer, il est nommé procureur à Arras après la révolution de 1848, puis juge d'instruction à Saint-Omer. Il démissionne après le coup d’État du 2 décembre 1851, par opposition à l'Empire. Le 12 septembre 1870, il est nommé sous-préfet de Saint-Omer. Il est député du Pas-de-Calais de 1876 à 1882 et sénateur de 1882 à 1884. Inscrit au groupe de la Gauche républicaine, il est l'un des 363 qui refusent la confiance au gouvernement de Broglie, le 16 mai 1877. En 1877, il est élu conseiller général du canton de Saint-Omer-Nord et devient président du conseil général en 1881. 
Il est élu au Sénat en 1882 et est un partisan très actif de Jules Ferry.

## Sources
- « Louis Devaux », dans Adolphe Robert et Gaston Cougny, Dictionnaire des parlementaires français, Edgar Bourloton, 1889-1891 [détail de l’édition]